# Lutas nos Jogos Olímpicos de Verão de 2020 - Greco-romana até 60 kg masculino
A categoria greco-romana até 60 kg masculino das lutas nos Jogos Olímpicos de Verão de 2020 ocorreu nos dias 1 e 2 de agosto de 2021 no Makuhari Messe, em Tóquio. Um total de 16 lutadores, cada um representando um Comitê Olímpico Nacional (CON), participaram do evento.

## Qualificação
Um total de 16 vagas foram atribuídas para a categoria greco-romana até 60 kg masculino, cada um representando um CON, conforme abaixo:
- 6 pelo Campeonato Mundial de 2019;
- 2 pelo torneio qualificatório pan-americano;
- 2 pelo torneio qualificatório europeu;
- 2 pelo torneio qualificatório da África e Oceania;
- 2 pelo torneio qualificatório asiático;
- 2 pelo torneio qualificatório mundial.

## Formato
As competições de luta greco-romana consistem em um torneio de eliminação simples, com uma repescagem usada para determinar os vencedores das duas medalhas de bronze. Os dois finalistas se enfrentam pelas medalhas de ouro e prata. Cada lutador que perde para um dos dois finalistas segue para a repescagem, culminando em duas lutas pela medalha de bronze com os perdedores da semifinal, cada um enfrentando o oponente restante da repescagem de sua metade da chave.

## Calendário
Horário local (UTC+9)
| Data                | Horário | Fase            |
| ------------------- | ------- | --------------- |
| 1 de agosto de 2021 | 11:00   | Qualificatórias |
| 1 de agosto de 2021 | 18:15   | Semifinais      |
| 2 de agosto de 2021 | 11:00   | Repescagem      |
| 2 de agosto de 2021 | 19:30   | Finais          |

## Medalhistas
| Ouro   | CUB Luis Orta                         |
| Prata  | JPN Kenichiro Fumita                  |
| Bronze | CHN Walihan Sailike ROC Sergey Emelin |

## Resultados
Estes foram os resultados da competição:

### Chaveamento
|  | Oitavas de final           | Oitavas de final           | Oitavas de final |  |  | Quartas de final           | Quartas de final           | Quartas de final  |    |                      | Semifinais           | Semifinais           | Semifinais |  |  | Final | Final | Final |
|  |                            |                            |                  |  |  |                            |                            |                   |    |                      |                      |                      |            |  |  |       |       |       |
|  | JPN Kenichiro Fumita       | JPN Kenichiro Fumita       | 8                |  |  |                            |                            |                   |    |                      |                      |                      |            |  |  |       |       |       |
|  | ALG Abdelkarim Fergat      | ALG Abdelkarim Fergat      | 0                |  |  | JPN Kenichiro Fumita       | JPN Kenichiro Fumita       | 1                 |    |                      |                      |                      |            |  |  |       |       |       |
|  | GER Etienne Kinsinger      | GER Etienne Kinsinger      | 1                |  |  | CHN Walihan Sailike        | CHN Walihan Sailike        | 1                 |    |                      |                      |                      |            |  |  |       |       |       |
|  | CHN Walihan Sailike        | CHN Walihan Sailike        | 1                |  |  |                            |                            |                   |    | JPN Kenichiro Fumita | JPN Kenichiro Fumita | 5                    |            |  |  |       |       |       |
|  | UKR Lenur Temirov          | UKR Lenur Temirov          | 5                |  |  |                            | UKR Lenur Temirov          | UKR Lenur Temirov | 1  |                      |                      |                      |            |  |  |       |       |       |
|  | UZB Elmurat Tasmuradov     | UZB Elmurat Tasmuradov     | 0                |  |  | UKR Lenur Temirov          | UKR Lenur Temirov          | 8                 |    |                      |                      |                      |            |  |  |       |       |       |
|  | ARM Armen Melikyan         | ARM Armen Melikyan         | 5                |  |  | ARM Armen Melikyan         | ARM Armen Melikyan         | 4                 |    |                      |                      |                      |            |  |  |       |       |       |
|  | IRI Alireza Nejati         | IRI Alireza Nejati         | 5                |  |  |                            |                            |                   |    |                      | JPN Kenichiro Fumita | JPN Kenichiro Fumita | 1          |  |  |       |       |       |
|  | TUR Kerem Kamal            | TUR Kerem Kamal            | 0                |  |  |                            | CUB Luis Orta              | CUB Luis Orta     | 5  |                      |                      |                      |            |  |  |       |       |       |
|  | MDA Victor Ciobanu         | MDA Victor Ciobanu         | 8                |  |  | MDA Victor Ciobanu         | MDA Victor Ciobanu         | 9                 |    |                      |                      |                      |            |  |  |       |       |       |
|  | KGZ Zholaman Sharshenbekov | KGZ Zholaman Sharshenbekov | 8                |  |  | KGZ Zholaman Sharshenbekov | KGZ Zholaman Sharshenbekov | 0                 |    |                      |                      |                      |            |  |  |       |       |       |
|  | KAZ Meirambek Ainagulov    | KAZ Meirambek Ainagulov    | 0                |  |  |                            |                            |                   |    | MDA Victor Ciobanu   | MDA Victor Ciobanu   | 0                    |            |  |  |       |       |       |
|  | CUB Luis Orta              | CUB Luis Orta              | 5                |  |  |                            | CUB Luis Orta              | CUB Luis Orta     | 11 |                      |                      |                      |            |  |  |       |       |       |
|  | USA Ildar Hafizov          | USA Ildar Hafizov          | 0                |  |  | CUB Luis Orta              | CUB Luis Orta              | 4                 |    |                      |                      |                      |            |  |  |       |       |       |
|  | EGY Haithem Mahmoud        | EGY Haithem Mahmoud        | 6                |  |  | ROC Sergey Emelin          | ROC Sergey Emelin          | 3                 |    |                      |                      |                      |            |  |  |       |       |       |
|  | ROC Sergey Emelin          | ROC Sergey Emelin          | 7                |  |  |                            |                            |                   |    |                      |                      |                      |            |  |  |       |       |       |

### Repescagem
|  | Repescagem            | Repescagem            | Repescagem |  | Disputa pelo bronze | Disputa pelo bronze | Disputa pelo bronze |  |  |  |  |
|  |                       |                       |            |  |                     |                     |                     |  |  |  |  |
|  | ALG Abdelkarim Fergat | ALG Abdelkarim Fergat | 1          |  | CHN Walihan Sailike | CHN Walihan Sailike | 1                   |  |  |  |  |
|  | CHN Walihan Sailike   | CHN Walihan Sailike   | 6          |  | UKR Lenur Temirov   | UKR Lenur Temirov   | 1                   |  |  |  |  |
|  |                       |                       |            |  |                     |                     |                     |  |  |  |  |
|  | USA Ildar Hafizov     | USA Ildar Hafizov     | 1          |  | ROC Sergey Emelin   | ROC Sergey Emelin   | 12                  |  |  |  |  |
|  | ROC Sergey Emelin     | ROC Sergey Emelin     | 7          |  | MDA Victor Ciobanu  | MDA Victor Ciobanu  | 1                   |  |  |  |  |

## Classificação final
| Pos.              | Lutador                    |
| ----------------- | -------------------------- |
| Medalha de ouro   | CUB Luis Orta              |
| Medalha de prata  | JPN Kenichiro Fumita       |
| Medalha de bronze | CHN Walihan Sailike        |
| Medalha de bronze | ROC Sergey Emelin          |
| 5                 | UKR Lenur Temirov          |
| 5                 | MDA Victor Ciobanu         |
| 7                 | KGZ Zholaman Sharshenbekov |
| 8                 | ARM Armen Melikyan         |
| 9                 | EGY Haithem Mahmoud        |
| 10                | IRI Alireza Nejati         |
| 11                | GER Etienne Kinsinger      |
| 12                | USA Ildar Hafizov          |
| 13                | ALG Abdelkarim Fergat      |
| 14                | UZB Elmurat Tasmuradov     |
| 15                | TUR Kerem Kamal            |
| 16                | KAZ Meirambek Ainagulov    |